# Big Sandy (Montana)
Big Sandy es un pueblo ubicado en el condado de Chouteau en el estado estadounidense de Montana. En el Censo de 2010 tenía una población de 598 habitantes y una densidad poblacional de 527,14 personas por km².

## Geografía
Big Sandy se encuentra ubicado en las coordenadas 48°10′43″N 110°6′49″O / 48.17861, -110.11361. Según la Oficina del Censo de los Estados Unidos, Big Sandy tiene una superficie total de 1.13 km², de la cual 1.13 km² corresponden a tierra firme y (0%) 0 km² es agua.

## Demografía
Según el censo de 2010, había 598 personas residiendo en Big Sandy. La densidad de población era de 527,14 hab./km². De los 598 habitantes, Big Sandy estaba compuesto por el 93.14% blancos, el 0.17% eran afroamericanos, el 2.84% eran amerindios, el 0.84% eran asiáticos, el 0.67% eran isleños del Pacífico, el 0.33% eran de otras razas y el 2.01% pertenecían a dos o más razas. Del total de la población el 1.34% eran hispanos o latinos de cualquier raza.